# Свободно-поршневой двигатель внутреннего сгорания

Схема действия свободно-поршневого генератора газа (СПГГ)

Свободно-поршневой двигатель внутреннего сгорания (СП ДВС) — двигатель внутреннего сгорания (ДВС), в котором отсутствует кривошипно-шатунный механизм, а ход поршня от нижней до верхней мёртвой точки осуществляется под действием давления воздуха, сжатого в буферных ёмкостях, пружины или веса поршня. Указанная особенность позволяет строить только двухтактные СП ДВС.
СП ДВС могут использоваться для привода машин, совершающих возвратно-поступательное движение (дизель-молоты, дизель-прессы, электрические генераторы с качающимся якорем), могут работать в качестве компрессоров или генераторов горячего газа.
Преимущественное распространение получила схема СП ДВС с двумя расходящимися поршнями в одном цилиндре. 
Поршни кинематически связаны через синхронизирующий механизм (рычажный или реечный с паразитной шестерней); в отличие от кривошипно-шатунного механизма синхронизирующий механизм воспринимает только разность сил, действующих на противоположные поршни, которая при нормальной работе СП ДВС сравнительно мала. Один поршень управляет открытием впускных окон, а другой — выпускных. Поршни компрессора и поршни буферных ёмкостей жёстко связаны с соответствующими поршнями двигателя.
К достоинствам свободно-поршневых ДВС относится сравнительная простота их конструкции, хорошая уравновешенность, долговечность, компактность. 

Недостатки — сложность пуска и регулирования, неустойчивость работы на частичных нагрузках (последний недостаток с развитием микропроцессорных систем управления стал неактуальным).